# Jiří Ulvr
Jiří Ulvr (* 5. května 1972) je český regionální politik, od roku 2016 zastupitel Libereckého kraje (navíc v letech 2020 až 2024 radní kraje a od roku 2024 náměstek hejtmana), v letech 2006 až 2021 starosta obce Studenec na Jilemnicku, místopředseda hnutí SLK.

## Politické působení
V roce 2006 kandidoval poprvé úspěšně do obecního zastupitelstva ve Studenci, jako nezávislý kandidát na kandidátní listině Nezávislí kandidáti Studenec a stal se starostou obce. Svůj mandát skrze kandidátku stejného uskupení obhájil i ve volbách do obecního zastupitelstva v letech 2010 a 2014. V roce 2016 také úspěšně kandidoval do Zastupitelstva Libereckého kraje (jako nezávislý kandidát) na kandidátce Starostů pro Liberecký kraj a tento mandát v roce 2020 obhájil. Od roku 2018 je členem Starostů pro Liberecký kraj.  Protože se roku 2020 stal i krajským radním, byl nucen se vzdát postu starosty Studence (2021). V krajské radě byl pověřen řízením resortu hospodářského a regionálního rozvoje, evropských projektů, územního plánování a rozvoje venkova. Také ve volbách v roce 2024 obhájil z pozice člena hnutí SLK post zastupitele Libereckého kraje. V říjnu 2024 se pak stal náměstkem hejtmana pro resort majetku a investic.